# 邢契莘

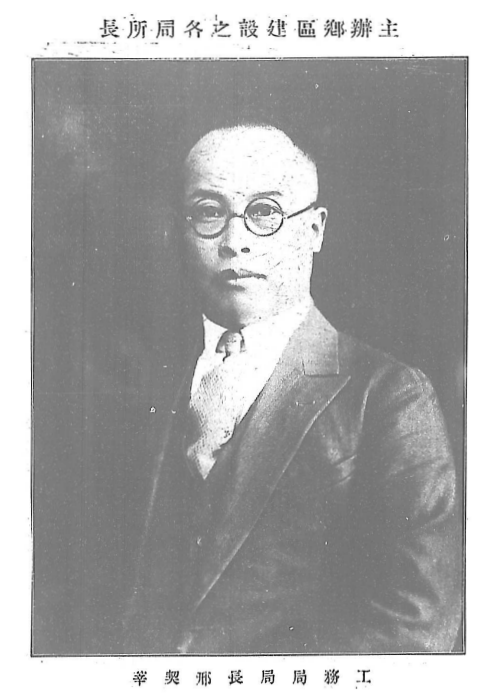
任青岛市工务局局长时的邢契莘

邢契莘（1887 - 1957）字学耕，号寿农，浙江绍兴嵊县太平乡人，是第一次庚子赔款的留美学生，中华民国船舶及航空工程师。
邢契莘早年在上海南洋中学就读，1909年考入保定直隶高等学校，次年獲得美国庚子拳亂賠款獎學金，成为清华第一期官费生，留学美国，在麻省理工学院造船造舰系入学。1914年毕业后，继续选修造舰系，兼习航空机械。1916年，获硕士学位。回国后，先后任大沽造船所工程师、福州船政局制船主任、北平航空署机械厅厅长、东北航空处技师和处长等职，曾在天津工业专门学校、马尾海军学校、国立北京农业专门学校及中国大学执教。1927年至1932年，任东北航务局及东北联合航务局总经理，东北造船所所长。1934年1月，任青岛市工务局局长。1937年4月，任国民政府航空委员会机械处处长。次年，转任中央雷允飞机制造厂监理，修建南山机场，后来成为盟军抗日的基地机场。后因眼疾，返重庆休养。1943年3月，任农林部总务司司长。1945年日本二戰投降之后，先后任大连港务委员会主任委员（未就任）、交通部塘沽新港工程局局长、水利部珠江水利工程总局局长、广州港工程局局长。1949年至1950年，寓居香港，后隨國民黨政府抵達台湾，先后任交通部设计委员会委员、台湾省渔业增产委员会委员。著有《葫蘆島築港記》和《青島工程之研究》。

## 资料来源
1. ↑  . mren.bytravel.cn. 博雅人物网.   [2017-11-30]. （原始内容存档于2019-03-06）.
2. ↑  . www.hgzz.net. 2016-04  [2017-11-30]. （原始内容存档于2019-03-06）.
3. ↑  林吕建. . 杭州: 浙江大学出版社. 2013年1月. ISBN 978-7-3081-07907.[]
4. ↑  邢樟涛. . sznews.zjol.com.cn. 嵊州新闻网. 2015-12-16  [2017-11-30]. （原始内容存档于2020-12-18）.

## 延伸阅读
[在维基数据编辑]
 《游美同學錄·邢契莘》，出自《游美同學錄》